# Hayti (Missouri)
Hayti és una població dels Estats Units a l'estat de Missouri. Segons el cens del 2000 tenia 3.207 habitants.

## Demografia
Segons el cens del 2000, Hayti tenia 3.207 habitants, 1.318 habitatges, i 809 famílies. La densitat de població era de 560,3 habitants per km².
Dels 1.318 habitatges en un 30,1% hi vivien nens de menys de 18 anys, en un 33,8% hi vivien parelles casades, en un 23,9% dones solteres, i en un 38,6% no eren unitats familiars. En el 36,1% dels habitatges hi vivien persones soles el 19,2% de les quals corresponia a persones de 65 anys o més que vivien soles. El nombre mitjà de persones vivint en cada habitatge era de 2,33 i el nombre mitjà de persones que vivien en cada família era de 3,06.
Per edats la població es repartia de la següent manera: un 30,1% tenia menys de 18 anys, un 8% entre 18 i 24, un 23,3% entre 25 i 44, un 19,4% de 45 a 60 i un 19,3% 65 anys o més.
L'edat mediana era de 35 anys. Per cada 100 dones de 18 o més anys hi havia 73 homes.
La renda mediana per habitatge era de 15.384 $ i la renda mediana per família de 23.720 $. Els homes tenien una renda mediana de 24.028 $ mentre que les dones 15.486 $. La renda per capita de la població era de 13.265 $. Entorn del 35,7% de les famílies i el 38,3% de la població estaven per davall del llindar de pobresa.

## Poblacions més properes
El següent diagrama mostra les poblacions més properes.